# Miles de Noyers
Miles de Noyers (* Ende 1271; † 21. September 1350), genannt le Grand, war ein führender Ratgeber und Heerführer des Königs von Frankreich; er war Marschall von Frankreich, Souverain der Chambre des comptes, stand über viele Jahre dem Conseil d’État des Königs Philipp VI. vor und war als leitender königlicher Staatsmann mit der Kriegsführung, dem Befestigungswesen, den diplomatischen Verhandlungen und der Finanzpolitik befasst; er wurde vom König mit zahlreichen Gunstbeweisen (Porte-Oriflamme, Bouteiller de France) versehen, förderte am Hof die Interessen des Herzogs von Burgund und verschaffte seinen Verwandten günstige Positionen in der königlichen Entourage, einschließlich dem Kauf der Grafschaft Joigny für seinen Sohn.
Er war Sire de Noyers, de Maisey, de Vendeuvre (Champagne, zwischen 1318 und 1329 gekauft) et de Chablis.

## Leben
Miles de Noyers entstammte der alten Adelsfamilie der Herren von Noyers-sur-Serein (westliches Burgund, heute Département Yonne). Als Angehöriger der Familie wird er je nach Zählweise als Miles de Noyer VI.  oder ähnlich bezeichnet, als Milon/Miles IX und als Miles/Milon X. Er war der Sohn von Miles/Milon V./VIII./IX. de Noyers († 1291) und Marie de Châtillon, Dame de Crécy († 1296), Tochter von Gaucher IV. de Châtillon, Seigneur de Crécy, und Isabeau de Villehardouin, somit Schwester des Connétable Gaucher V. de Châtillon (Haus Châtillon). Er erbte den Besitz seines Vaters bei dessen Tod 1291, im gleichen Jahr wurde er Chevalier.

### Philipp IV.
Im Alter von 24 Jahren, im Jahr 1295, verzichtete Miles de Noyers auf seine Unabhängigkeit und erkannte gegen 7000 Pariser Livre die Oberhoheit des Herzogs von Burgund an (Homagium). Er war Offizier seines Onkels, des Connétable, von dem er 1296 die Herrschaft Villebertin erhielt. Im gleichen Jahr kämpfte er in der Gascogne gegen die Engländer und geriet bei der Belagerung von Bonnegarde in Gefangenschaft. Sein Onkel Jean de Noyers trat ihm im Oktober 1296 das Amt des Bouteiller des Herzogs Robert II. von Burgund († 1306) ab, zu dessen Testamentsvollstreckern er 1302 gehörte. Auch wenn er danach in den Dienst des Königs wechselte, so erfüllte er auch seine Pflichten gegenüber dem Herzog Hugo V., der ihn im Jahr 1309 zu seinem Gardien des Herzogtums ernannte.
Miles de Noyes kämpfte 1301 für Philipp den Schönen in Flandern, 1302 nahm er an der katastrophalen Sporenschlacht (11. Juli) teil, wurde dann zum Gardien des Foires de Champagne  und der Messe im Brie, sowie zum Marschall von Frankreich ernannt (ebenso wie Foulques du Merle, beide als Nachfolger von Simon de Melun und Guy de Clermon, die in der Schlacht gefallen waren). Im September 1303 wurde er von den aufständischen Bürgern von Arras zusammen mit dem Connétable Châtillon gefangen genommen. Ein Waffenstillstand, der kurz darauf geschlossen wurde, aber nicht lange hielt, erlaubte ihm, seine Freiheit wiederzuerlangen.
Im Januar 1304 nahmen Miles de Noyers und Foulques du Merle an der ersten Sitzung des Parlement de Toulouse teil. Am 18. August 1304 war er in der Schlacht von Mons-en-Pévèle nach dem Tod von Anseau de Chevreuse der Porte-Oriflamme.
1305 wurde er mit dem Connétable Châtillon ausgesandt, um die Differenzen zwischen Simon de Clermont de Nesle, dem Bischof von Beauvais, und den Bürgern der Stadt zu beenden. Im Juli 1305 wurde er mit Guillaume de Martigné und Guillaume de Cortehuze nach Bordeaux gesandt, um den Streit zwischen dem englischen und dem französischen König um die Burg von Mauléon in Soule zu schlichten. 1308 stand er auf Seiten von Érard, Seigneur de Saint-Verain, in dessen Auseinandersetzung mit Odard, Seigneur de Montagu. Ab 1309 war er für die Verstärkung und Versorgung der Festung Lille verantwortlich.

### Von Ludwig X. bis Karl IV.
Nach dem Tod des Königs Philipp IV. (29. November 1314) wurde Miles de Noyers als Marschall abgesetzt, gehörte dann aber 1315 zu denen, die vom neuen König Ludwig X. beauftragt wurden, Frieden mit Graf Ludwig von Nevers und Rethel, dem ältesten Sohn des Grafen Robert III. von Flandern, zu schließen; der Vertrag wurde im Mai 1315 ratifiziert. Ebenso nahm er am Prozess der Cour des Pairs gegen Robert III. teil.
Nachdem Karl IV. Anfang 1322 den Thron bestiegen hatte, sandte er Miles de Noyers im April 1322 nach Avignon zu Papst Johannes XXII.; im Oktober 1322 war er wieder in Flandern. Gut zwei Jahre später war er einer der Kommissare, die die Fortführung des Waffenstillstands mit den Engländern verhandelten, die am 26. Mai 1325 in Fontainebleau vereinbart wurde und die am 31. Mai 1325 in einen Friedensvertrag mündete; an den Verhandlungen, die zum Vertrag vom 31. März 1326 führten, war er ebenfalls beteiligt. Im November 1325 ließ Karl IV. ihn zu sich kommen, um ihm die Oriflamme anzuvertrauen.
1326 wurde er gemeinsam mit seinem Onkel, dem Connétable Châtillon (der 1329 starb), Präsident der Rechnungskammer (Chambre des comptes), und erhielt damit einen der wichtigsten Posten in der Finanzverwaltung des Königreichs.

### Philipp VI.
Nach der Thronbesteigung Philipps VI. 1328 blieb Miles de Noyers an der Spitze der Rechnungskammer, wurde aber auch als Militär, insbesondere als Porte-Oriflamme eingesetzt: vor dem unerwarteten Angriff der Flamen auf das Feldlager zu Beginn der (am Ende gewonnenen) Schlacht von Cassel (23. August 1328), warnte er den König, dass der Gegner das Feldlager attackiere, um ihn zu entführen. Philipp VI. gelang es gerade noch, sich zu bewaffnen, sein Pferd zu besteigen, den Angriff aufzuhalten. Im Gegenangriff wurden die Flamen geschlagen.
Im Oktober 1328 erhielt einen Teil des Vermögens des Schatzmeisters Karls IV., Pierre de Rémy, der im gleichen Jahr wegen Unterschlagung hingerichtet wurde (Vendeuvre, Villemareuil, Savoyé, Bierne, La Rivière de Bar-sur-Seine, Péage de Polisot etc.).
1329 starb Marschall Châtillon, Miles de Noyers war nun alleiniger Präsident der Chambre des comptes, bis das Amt 1331 abgeschafft wurde – und Noyers fand sich nun weit von der Macht entfernt, ebenso wie ein anderer großer Diener der Monarchie, Guillaume Flote. Diese halbe Ungnade scheint das Werk des Gefolges des Kanzlers Guillaume de Sainte-Maure zu sein, der nun den königlichen Rat leitete.
Nach dem Tod von Kanzler Sainte-Maure im Januar 1335 stieg Miles de Noyers zum Hauptberater Philipps VI. und zum Führer der Reichsdiplomatie auf. Seine Rückkehr in die königliche Gunst wird durch die offizielle Delegation gekennzeichnet, die er leitete, um im gleichen Jahr dem neuen Papst Benedikt XII. in Avignon zu begrüßen. Anschließend begleitete er den König auf dessen Reise durch Südfrankreich.
Immer unterstützt vom Herzog Odo, seinem Lehnherrn und Schwager Philipps, umgab er sich mit einer Gruppe burgundischer Helfer, die die Klientel von Sainte-Maure ersetzten und dem König fast zehn Jahre lang assistierten. Seine Karriere gipfelte 1336 im begehrten Titel Grand Bouteiller de France (der Amtsinhaber Henri de Sully war in diesem Jahr gestorben) Philipp VI. war Noyers gegenüber sehr wohlwollend und ernannte ihn zu seinem Sekretär und zu einem seiner Schreiber. Darüber hinaus zeigen die Archive der Familie Noyers, dass die meisten im Rat erörterten Fragen zuerst dem Grand Bouteiller unterbreitet wurden.
Miles de Noyers bevölkerte den Hof mit seinen Eltern, Freunden, Vasallen, alle aus Burgund, aus dem jetzigen Département Yonne, darunter Oudard d’Estaules als Maître de l'Ècurie royale, Jean d’Argenteuil als Maître d'Hôtel du Roi, und den Mundschenk Gille de Maligny. Der neue Kanzler Guy Baudet, eine unauffällige Figur, war auch Burgunder und scheint dem Grand Bouteiller unterstellt gewesen zu sein. Miles de Noyers war auch mit Anseau de Joinville verwandt, dem Sohn des Memorialisten Jean de Joinville, und seit Philipp V. wichtiges Mitglied des Rates. Diese burgundische und mit den Freunden des Marschall Joinville in geringerem Maße aus der Champagne stammende Klientel, verbunden mit den am Hof sehr einflussreichen auvergnatischen Bankiers, stellte eine wichtige Partei dar, die in der Lage war, das zerbrechliche Königtum von Philipp VI. zu stärken, und bot damit ein solides Fundament basierend auf den Ost- und Zentralprovinzen.
Miles de Noyers bekam vom König auch die Ausbildung des jungen Charles de La Cerda (1326–1354) anvertraut, dem späteren Favoriten und Connétable von König Johann II. (1319–1364).
1335 hatte Noyers mit der Gunst des Königs auch sein Amt als Präsident der Chambre des Comptes zurückbekommen und hatte nun zwei Jahre lang allein den Vorsitz der Kammer, bis er vom Sire de Vaud und Mathieu de Trie Unterstützung erhielt. 1338 kamen Anseau de Joinville und Gilles I. de Soyécourt hinzu, ein weiterer Freund des Bouteillers. Tatsächlich neigten die Funktionen des Souveräns der Kammer und des königlichen Beraters nun dazu, zu verschmelzen. So wurde nun der königliche Rat oft in der Kammer abgehalten, und gewöhnliche Rechnungsführer nahmen daran teil. Ab 1337, mit Ausbruch des Krieges und wiederholten Feldzügen, delegierte Philipp VI. einen Teil seiner Verantwortung an seine wichtigsten Berater, die alle der Kammer angehörten: Noyers, Flote, und Jean de Marigny.
Diese teilweise Übertragung der Befugnisse an die Chambre des comptes blieb nicht ohne Widerspruch, der hauptsächlich von den Beratern des Königs aus dem Umfeld von Guillaume de Sainte-Maure kam. So hatte Philipp VI. zu Beginn seiner Regierungszeit große beratende Versammlungen mit Vertretern der Städte abgehalten, eine Praxis, die Noyers nach 1335 beendete und stattdessen eine kleine Kommission mit einem Dutzend königlicher Berater organisierte, die sich die Verantwortung teilten. Eine weitere Entwicklung war, dass der Rat sesshaft wurde und den König nicht mehr systematisch auf all seinen Reisen begleitete.
Als 1337 der Hundertjährige Krieg mit Misserfolgen der französischen Politik begann, wurde die Position von Miles de Noyers und dem Rat geschwächt. Zwar wurde er im Dezember 1338– gemeinsam mit seinem Sohn Jean, jetzt Graf von Joigny – noch zum Botschafter beim englischen König ernannt und 1341 mit Zustimmung des Königs Marschall von Burgund, aber innerhalb der Regierung an den Rand gedrückt, sind diejenigen, die Raymond Cazelles die „Männer des Westens“ nennt, im Aufwind. Normannen und Bretonen wurden zunächst von Philipp VI. in den Vorbereitungen für eine Invasion Englands eingesetzt, aber die Niederlage von Sluis 1340 machten diesen Hoffnungen ein Ende. Immerhin erhielt Miles de Noyers im Mai 1339 einen Schutzerklärung des Königs, dass seine Gläubiger ihn wegen seiner hohen kriegsbedingten Ausgaben zeitlebens nicht verfolgen durften.
Die Situation verkomplizierte sich 1341 mit dem Bretonischen Erbfolgekrieg. Philipp VI. unterstützte den Prätendenten Charles de Blois gegen Jean de Montfort, der von England unterstützt wurde. 1342, mit der englischen Intervention, verloren die Franzosen viele Terrain in der Bretagne, während in der Normandie hingegen viele Barone gegen die königliche Macht agitierten und Anfang 1343 Geoffroy d’Harcourt einen Privatkrieg gegen die rivalisierende Familie der Grafen von Tancarville begann, die den Valois nahe stand; der Privatkrieg wurde niedergeschlagen und einige der Verschwörer schwer bestraft.
Trotz des am 19. Januar 1343 unterzeichneten Waffenstillstands von Malestroit und der vorläufigen Einstellung der Feindseligkeiten blieben die Bedürfnisse der königlichen Schatzkammer groß. Philipp VI. war gezwungen, die Ausnahmesteuer von vier Deniers pro Livre beizubehalten, sowie die Organisation der Salzsteuer (Gabelle) zu stärken. Erschwerend kam hinzu, dass die Ernten schlecht waren und die Währung weiter an Wert verlor. Auf dem Lande brach die Kaufkraft der Bauern und Herren ebenso zusammen wie die Renten des Bürgertums. Dies verstärkte nur die Unzufriedenheit, die den König und seinen Rat traf. Darüber hinaus führten Macht und Einfluss Odos von Burgunds zu Ressentiments und Eifersucht, die auf seine Klientel abfärbten, für die Miles de Noyers als Symbolfigur stand.
Vor diesem Hintergrund versammelte der König im August 1343 die Generalstände in Paris. Sie führten die Debatte um die Währung, wollten aber langfristig eine Stärkung der Besteuerung akzeptieren. Erwartungsgemäß gaben die Städte nicht auf. Sie erklärten sich bereit, die Steuer zu zahlen, stellten aber ihre Bedingung: die Rückkehr zu einer starken Währung. Philipp VI. war gezwungen, zuzustimmen.
Diese Generalstände läuteten das Ende der „burgundischen Regierung“ ein. Ab 1344 gab es eine Umstrukturierung des Rates, als Noyers‘ nach und nach seine Verbündeten verloren hatte: die Marschälle Joinville und Trie starben 1342 bzw. 1344, der Sire de Vaud war in seine Gebiete zurückgekehrt, während Gille de Soyécourt konnte die Lücken nicht füllen. Noyers verlor im gleichen Jahr sein Amt als Präsident der Chambres des Comptes und trat nach Juni 1344 kaum noch im Rat auf.
So wie die burgundische Partei sich im Rückzug befand, tauchten Berater aus dem Westen auf oder behaupteten sich nun: Normannen wie Jean de Marigny oder der Connétable d’Eu, Picarden wie Jean de Nesle-Offémont, Bretonen wie Jean Chastelier. All diese Leute wurden vom Kanzler Guillaume Flote geleitet, der Noyers als Hauptberater verdrängte. Das Amt des Bouteiller de France blieb ihm ebenso erhalten, wie das des Porte-Oriflamme.
Als er vor der Schlacht von Crécy (26. August 1346, er war jetzt bereits 75 Jahre alt und wurde in der Schlacht verwundet) verantwortlich war, das englische Lager zu erkunden, riet er dem König, den Angriff auf den nächsten Tag zu verschieben. Aber die Truppen, die ohne Ordnung aufgebrochen waren, ließen sich nicht mehr aufhalten, die Schlacht ging verloren.
Miles de Noyers starb am 21. September 1350 im Alter von fast 80 Jahren. Er wurde in der Abtei Marcilly bestattet.

## Ehe und Familie
Miles de Noyer heiratete 1294 Jeanne de Rumigny (* um 1275; † 1303 vor 24. Oktober), Dame de Montcornet (Aisne), Erbin von halb Porcien mit Rurmigny und Signy, wohl Tochter von Jacques de Rumigny und Agnès de Ressons; sie wurde ebenfalls in Marcilly bestattet. Ihr Sohn war:
- Miles/Milon de Noyers[42], genannt le Bossu († September 1349 an der Pest), Seigneur de Noyers, de Montcornet, de Montmort et de Fresne, bestattet in Montmort; ⚭ Marguerite de Thianges (1351 bezeugt, † 1360), Dame de Monmort et de Nourry, Tochter von Gui oder Guillaume III. de Thianges und Hélissent des Barres, Dame de Champallement et de Igornay[43]

Vor 1307 heiratete er in zweiter Ehe Jeanne de Dampierre-Flandres († 2. März 1316), Dame de Moëslains et (1307) d’Esclaron, Erbtochter von Jean II. de Flandres, Seigneur de Dampierre et de Saint-Dizier, Enkel von Jean I. und Urenkel von Guillaume II., und Isabelle (alias Marguerite) de Brienne-Eu, bestattet in Marcilly. Kinder aus dieser Ehe waren:
- Gauthier/Gaucher de Noyers (1329 bezeugt, † 1339 an Verwundungen nach der Eroberung von Picquigny durch die Engländer), Seigneur d’Esclaron, Vidame d’Amiens; ⚭ Dezember 1323[45] Marguerite de Picquigny († nach 4. März 1377), Dame et Baronesse de Picquigny, Vidamesse d’Amiens, Tochter von Renaud, Sire de Picquigny, Vidame d’Amiens, und Jeanne de Brienne-Eu, Witwe von Jean de Roucy, Seigneur de Pierrepont; sie heiratete in dritter Ehe zwischen 29. Juli 1357 und 14. Oktober 1359[46] Raoul de Raineval, Sire de Raineval et de Pierrepont, Coudun et Fouilloy, Grand-Panetier de France († 1393)
- Hélissent de Noyers († 1378), 1340 geistlich in Jully, 1376 Äbtissin von Jouarre
- Mathilde/Mahaut de Noyers († nach 1. März 1365); ⚭ (Ehevertrag Januar 1331) Juni 1331 Eudes VI. de Louvois de Grancey, Sire de Grancey et de Pierrepont (1328 bezeugt, † 27. Juli 1389), Sohn von Eudes V. und Isabelle de Blâmont
- Marguerite de Noyers (1340 bezeugt, † vor 1353), Dame de Villeneuve (bei Bar-sur-Seine); ⚭ (Ehevertrag 1321)[47] Jean III. de Châteauvillain, (* um 1301; † zwischen 31. März und 23. Oktober 1355) Seigneur de Pleurre, Sohn von Jean II. de Châteauvillain, Seigneur d’Arc-en-Barrois, und Marie de Roucy (Maison de Broyes)
- Jeanne de Noyers († 1379/80), 1340 geistlich in Jully, Äbtissin von Faremoutiers, 1379 Äbtissin von Jouarre

Vor 1319 heiratete er in dritter Ehe Jeanne de Montbéliard-Montfaucon (1287 bezeugt, † 1334), Dame de Montaiguillon et de Foissy, Tochter von Richard de Montbéliard, Seigneur d’Antigny, und Marguerite de Thourotte, Dame de Montaiguillon (oder Isabelle de Pontailler), Witwe von Gauthier de Traînel, Seigneur de Foissy et de Pouy, bestattet in Marcilly (Haus Montfaucon). Ihr Sohn war:
- Jean I. de Noyers (* 1323; † 10. Mai 1362 an Verwundungen aus der Schlacht bei Brignais am 6. April 1362[49]), 1338 Comte de Joigny, Seigneur de Vendeuvre, de Pouilly, de Montaiguillon et Villenauxe, 1355 Gouverneur von Burgund, bestattet in Joigny; ⚭ (1) vor 1344[50] Jeanne de Joinville († nach 10. Januar 1345), Dame de Rimaucourt, Tochter von Anseau de Joinville, Marschall von Frankreich, Seneschall von Champagne, und Laura von Saarbrücken, Witwe von Aubert de Hangest, Seigneur de Genlis; ⚭ (2) Marguerite de Melun, Tochter von Jean III., Vicomte de Melun, Comte de Tancarville und Jeanne Crespin du Bec (Haus Melun), sie heiratete in zweiter Ehe vor 1365 Robert de Fiennes, 1356/70 Connétable von Frankreich († zwischen 22. August 1384 und 26. Februar 1385 in Montreuil).

Am 1. Juni 1338, Pfingstmontag, tauschte er – für seinen Sohn Jean aus der zweiten Ehe – mit Graf Karl von Alençon einige Ländereien, die er von seinem Schwiegervater Richard, Seigneur d’Antigny, in der Grafschaft Burgund bekommen hatte, gegen die Grafschaft Joigny, nachdem ihm Simon de Sainte-Croix als Erbe von Jeanne, Comtesse de Joigny et d’Alençon, die Rechte darauf übertragen hatte.